# Filialkirche Eugendorf-St. Georg

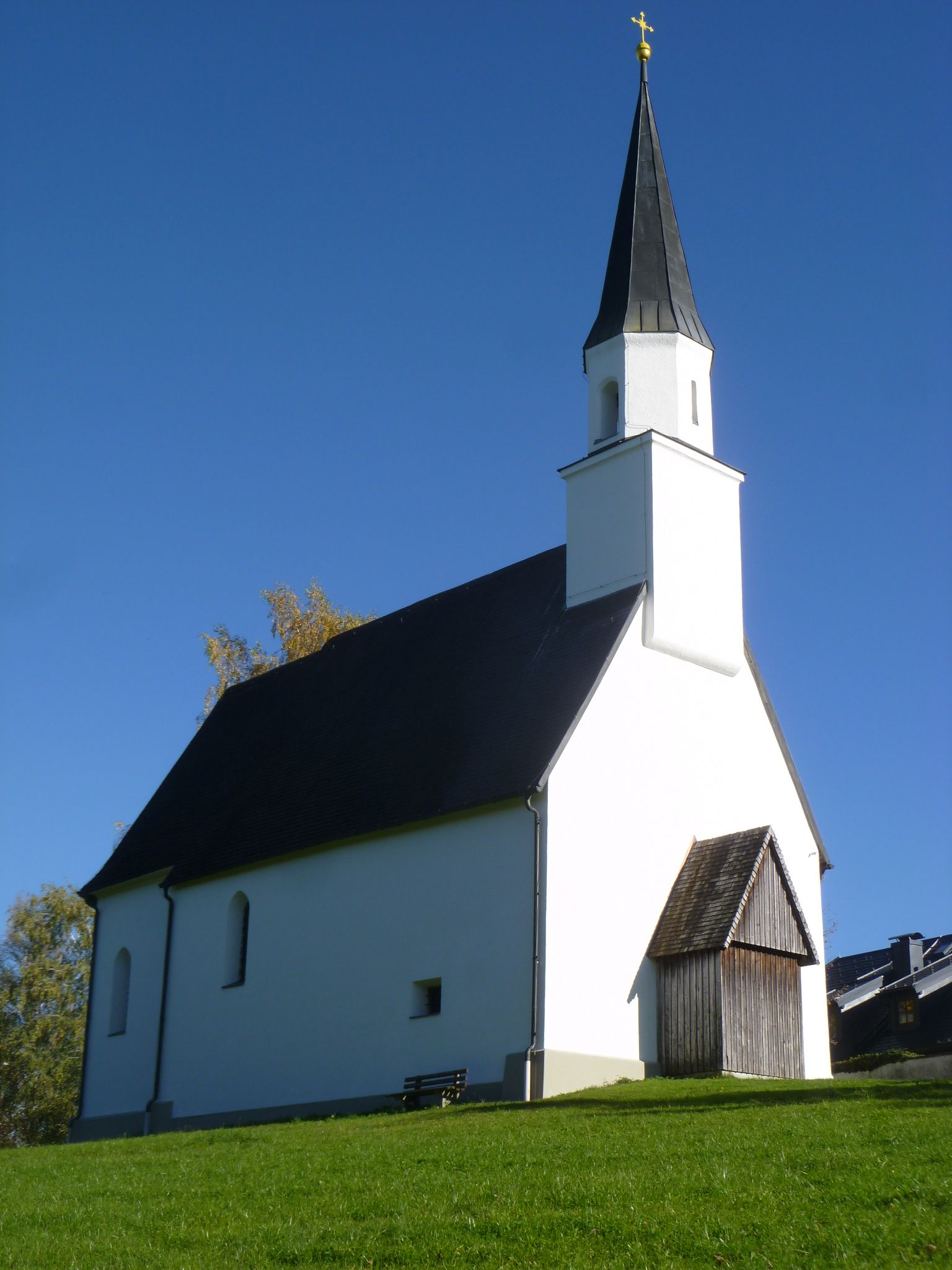
Filialkirche zum heiligen Georg in Eugendorf

Die Filialkirche zum heiligen Georg befindet sich in dem Ortsteil Kirchberg der Gemeinde Eugendorf im Land Salzburg.

## Geschichte

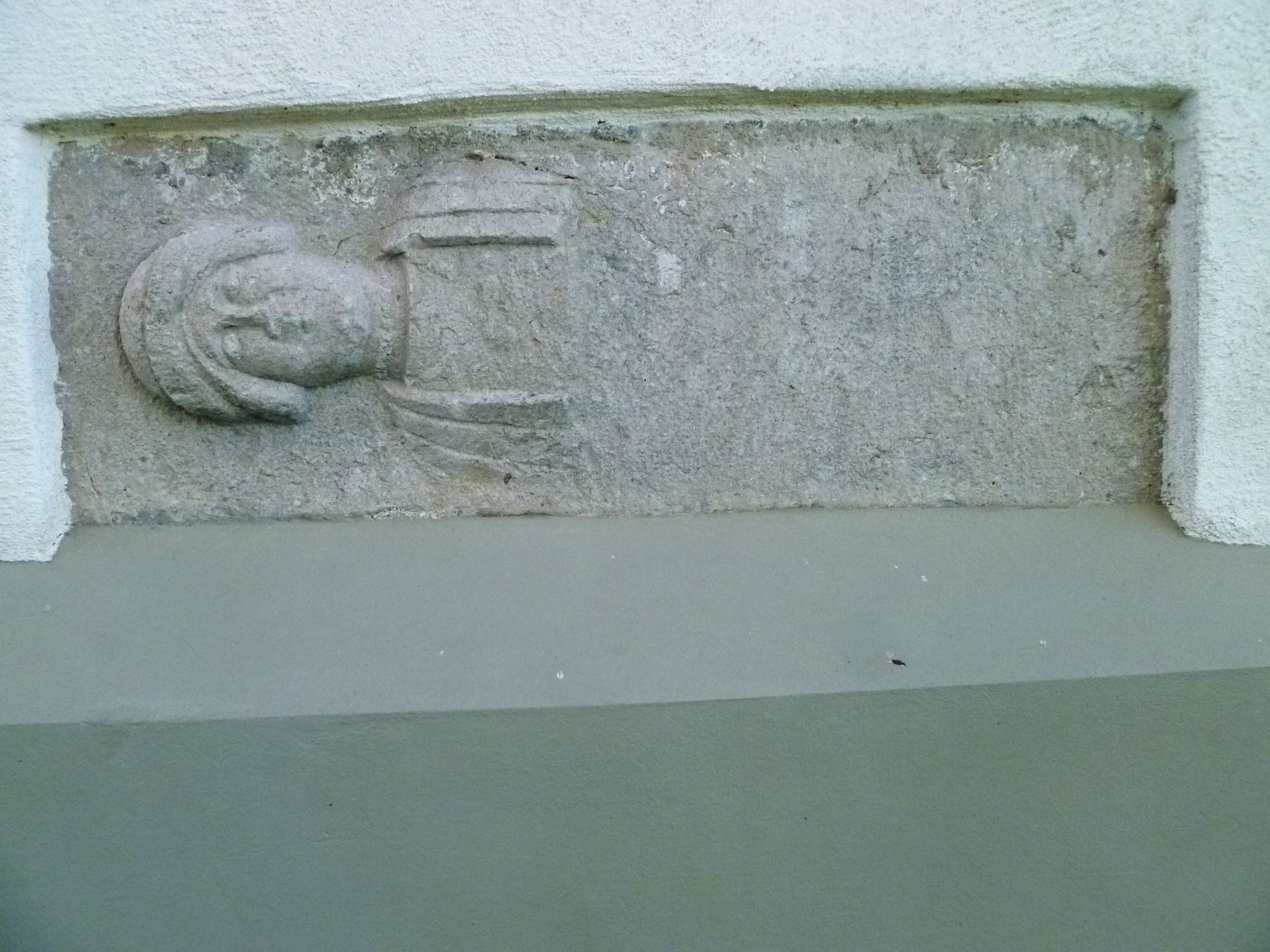
Dame in norisch-römischer Tracht an der Außenseite der Georgskirche

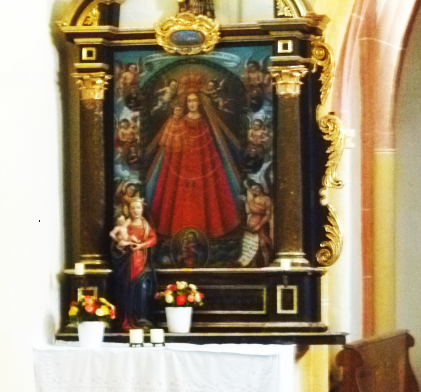
Innenansicht der Georgskirche

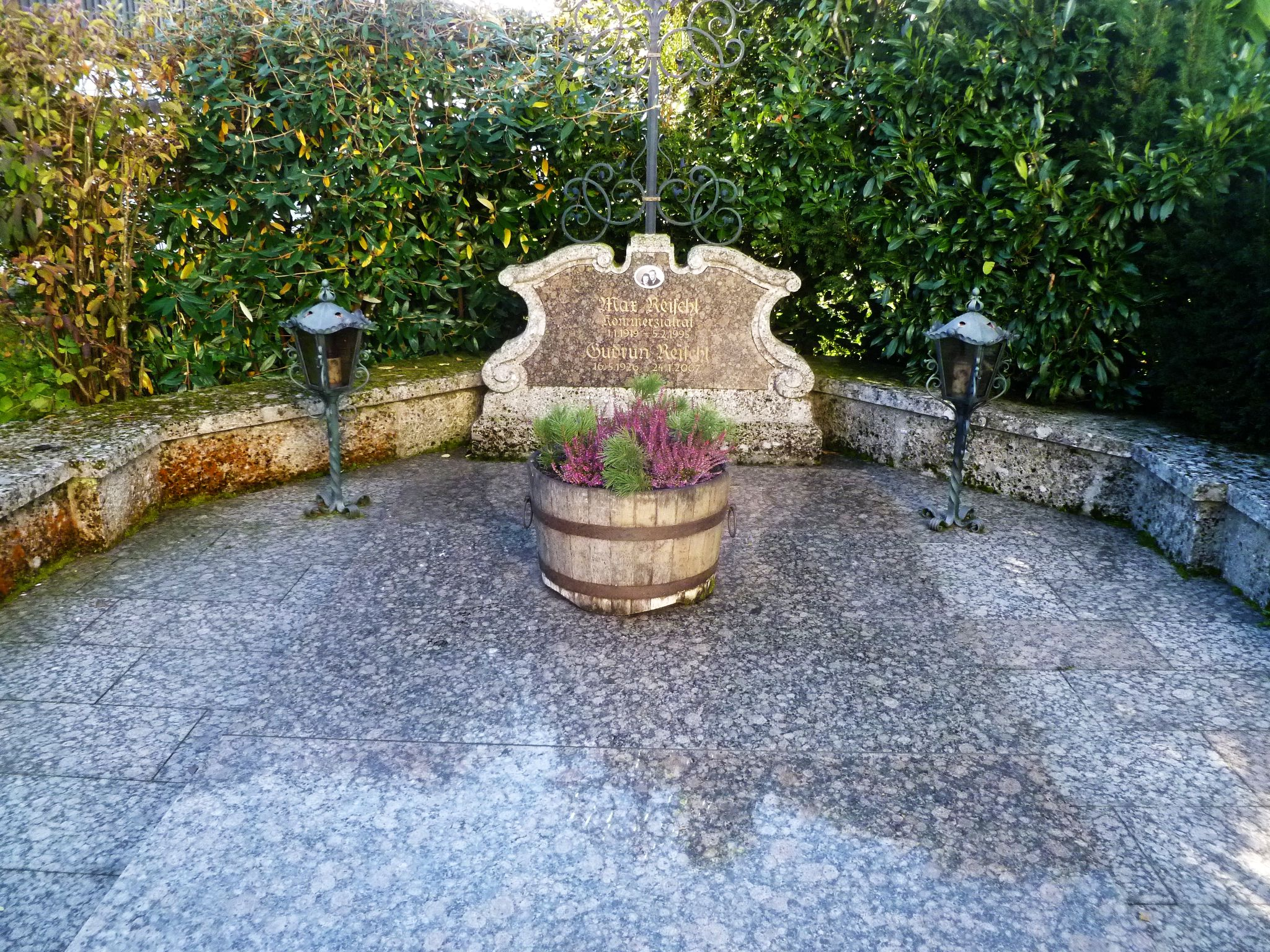
Grabmal des Unternehmers Max Reischl neben der Georgskirche

Auf die lange Siedlungstradition auf dem Kirchberg weist eine liegende Steinplatte mit dem Bild einer keltischen Dame in norisch-römischer Tracht hin, die an der Südost-Wand der Kirche angebracht ist.
An der Stelle der Filialkirche zum heiligen Georg befand sich früher eine Burg, die den Steinkirchenern gehörte. Konrad von Steinkirchen setzte hier 1255 das Heiratsgut seiner Tochter fest, welche den Konrad von Kalham heiraten sollte. Die Steinkirchener und Kalhamer haben in dieser Gegend auch die Burg Wartenfels gebaut. Konrad von Steinkirchen verpfändete 1254 die Vogtei Seekirchen an Richker, den Abt von St. Peter. 1275 wird er nochmals vor der belagerten Burg Kalham als Zeuge einer Sühnestiftung des Ulrich von Kalham genannt. Vermutlich zur Burg zugehörig war noch das dem Kollegiatstift Seekirchen gehörende sog. Mesnergütl, das 1970 durch einen Neubau ersetzt wurde (Bodenfunde wurden damals nicht gesichert).
Die Steinkirchener haben hier eine Kapelle errichtet, die von dem Seekirchner Pfarrer Ulrich um 1390 erweitert wurde; im Kern war dies noch eine romanische Kapelle. Um 1500 wurde die Kapelle zu einer einschiffigen gotischen Kirche mit Netzrippengewölbe umgebaut. Sie entwickelte sich zu einer Wallfahrtskirche zum hl. Georg, wie die vorhandenen Votivtafeln belegen. Der Kirchturm stammt aus 1698/99 – in diesen Jahren wurde auch das Langhaus mit einer neuen flachen Decke versehen. 1707 schuf der Mondseer Barockbildhauer Meinrad Guggenbichler den Hochaltar mit dem heiligen Georg in der Mittelnische; an beiden Seiten stehen die Statuen des hl. Florian und des hl. Leopold. Der Hochaltar wurde 1740 durch einen Rokoko-Tabernakel ergänzt. Das Altaraufsatzbild zeigt den hl. Laurentius stehend mit Palmzweig und Rost und im Hintergrund das Martyrium des Heiligen. Das Altarbild des Seitenaltares ist ein Marien-Wallfahrtsbild. Neben der Kanzel mit Kruzifix und den vierzehn Kreuzwegstationen sind die sechs rechteckigen Gemälde an der Brüstung der Westempore zu erwähnen, auf denen das Leben und der Martertod des hl. Georg dargestellt sind (1641).
Nach einem Brand von 1917 wurde statt des Zwiebelturmes wieder eine neugotische Turmspitze aufgesetzt. 1980 wurde die Kirche gründlich renoviert.
Unmittelbar neben der Kirche befindet sich das Grab des Unternehmers Max Reischl, der neben der Kirche wohnte; hier hat auch die Max-Reischl-Privatstiftung ihren Sitz. Noch heute findet ein Georgiritt zu der Georgskirche und ein Kranzlstechen statt.